# 吉德爾
吉德爾是非洲中西部國家喀麥隆的城市，由北部省負責管轄，位於該國北部，毗鄰與乍得接壤的邊界，海拔高度337米，市內有機場設施，2001年人口估計約74,500。

## 外部連結
- Guider statistics at World Gazetteer.